# Giuseppe Sabbioni
Il conte Giuseppe Sabbioni (Fermo, 1789 – Petriolo, 8 gennaio 1874) è stato uno storico italiano.

## Biografia
Il conte Giuseppe Sabbioni nacque a Fermo dal conte Francesco Saverio Sabbioni (1724-1807) e dalla nobil donna Eleonora Morrone (1747-1834). Decimo ed ultimo figlio nato dai suddetti coniugi, venne battezzato lo stesso giorno nella chiesa parrocchiale di S. Matteo Apostolo di Fermo da suo zio paterno don Angelo Sabbioni. Laureato in legge, ricopre la carica di Governatore in diverse città dello stato Pontificio; Matelica 1830-34, Montefiascone 1834-1838, Tolentino 1840-44, Assisi 1884-47. Dopo aver ereditato le ex proprietà comunali di Petriolo, acquistate dal padre nel 1804, si stabilì in questo paese, dove, di fatto, fu a capo dell’amministrazione comunale dal 1815 sino all’avvento dell’Unità d’Italia. Amministratore intelligente ed oculato, si procurò la stima e l’amore dei suoi concittadini. Fu appassionato cultore della storia petriolese, avendo pubblicato, a sue spese, tra il 1871 ed il 1873 i due corposi volumi dal titolo Il Castello di Petriolo-Piceno. Memorie storico-statistiche con documenti inediti, opera pregevole, ricca di notizie e documenti storici portati alla luce grazie alla sua sagace opera di ricerca. Il 24 ottobre 1818  sposò  la nobile marchesa Camilla Castellani (Treia, 6 agosto 1786 – Petriolo, 18 febbraio 1862), figlia del marchese Federico Castellani di Treia e della contessa Anna Simonetti di Cingoli, imparentata con il cardinale Francesco Saverio Castiglioni, elevato al soglio pontificio con il nome di Pio VIII (1829-1830). Dal loro matrimonio nacquero due figlie: Marianna, detta Anna, nata a Fermo l’8 settembre 1819, sposata con il conte Francesco Cilleni Nepis di Assisi, ed Orsola, nata a Fermo il 21 gennaio 1824, sposata con il cav. Federico Rinaldi della Città della Pieve. Giuseppe Sabbioni morì a Petriolo l’8 gennaio 1874 all’età di 84 anni compiuti. La sua salma riposa nel cimitero comunale di Petriolo, insieme alla moglie, alla figlia Anna ed al genero conte Francesco Cilleni Nepis.